# Aleatico di Gradoli
L'Aleatico di Gradoli è un vino DOC la cui produzione è consentita nella provincia di Viterbo.

## Caratteristiche organolettiche
- colore: rosso granato con tonalità violacee.
- odore: finemente aromatico, caratteristico.
- sapore: di frutto fresco, morbido, vellutato, dolce.

## Storia
L'Aleatico di Gradoli è stato introdotto nei Monti Volsini dagli Etruschi, che lo avrebbero acquisito dai Greci. Leggenda vuole che in una grotta poco fuori dal paese di Gradoli (chiamata ancora oggi Poggio del Diavolo) vivesse un demonio; questo era solito terrorizzare con brutti scherzi gli abitanti di Gradoli. Molti giovani valorosi avevano tentato di ucciderlo ma erano stati tutti sconfitti. Un giorno il demonio, tornando a casa, trovò un leone che dormiva nella sua grotta. Tentò di svegliarlo e di cacciarlo, ma il leone riuscì a sconfiggerlo e il povero demonio dovette sprofondare nell'Inferno. Il suo bastone però rimase conficcatto nel terreno. Il leone casualmente vi dormì sopra e l'indomani sul bastone era cresciuta una vite: la vite dell'Aleatico. Per riconoscenza gli abitanti di Gradoli misero nel loro stemma proprio il leone e il bastone con la vite.

## Abbinamenti consigliati
Dolci a pasta secca.
Bucatini all'amatriciana, maccheroni alla carbonara

## Produzione Annuale
Provincia, stagione, volume in ettolitri
- Viterbo  (1990/91)  301,91
- Viterbo  (1994/95)  391,29
- Viterbo  (1995/96)  478,3
- Viterbo  (1996/97)  353,83